# Рамсдонк
Рамсдонк (нід. Raamsdonk) — село в нідерландській провінції Північний Брабант. Входить до муніципалітету Гертрейденберг.
Його площа становить 13,70 км², а населення станом на 2021 рік складало 2 255 осіб.
До 1997 року мало статус окремого муніципалітету.

## Галерея

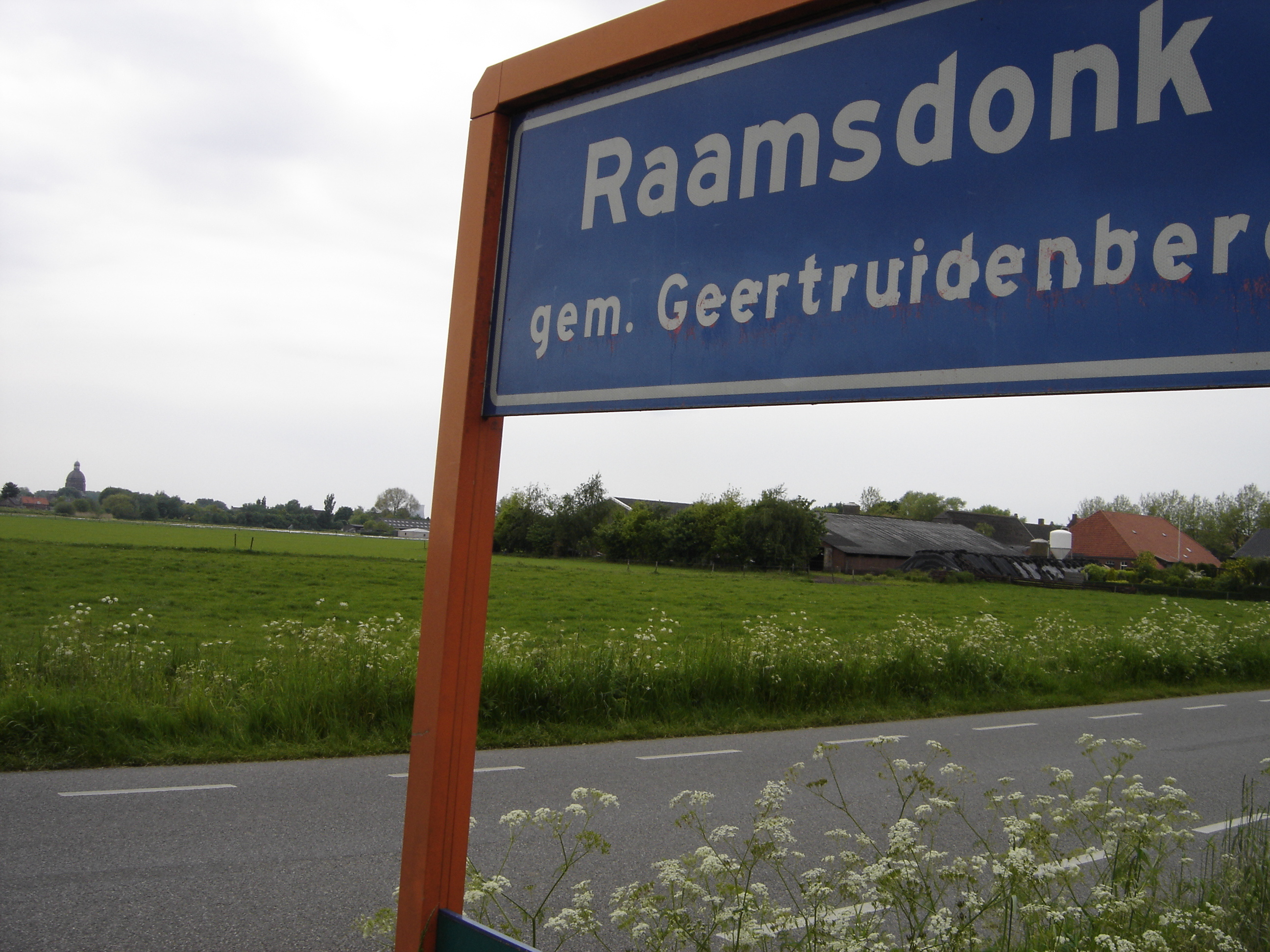
В'їзд до села
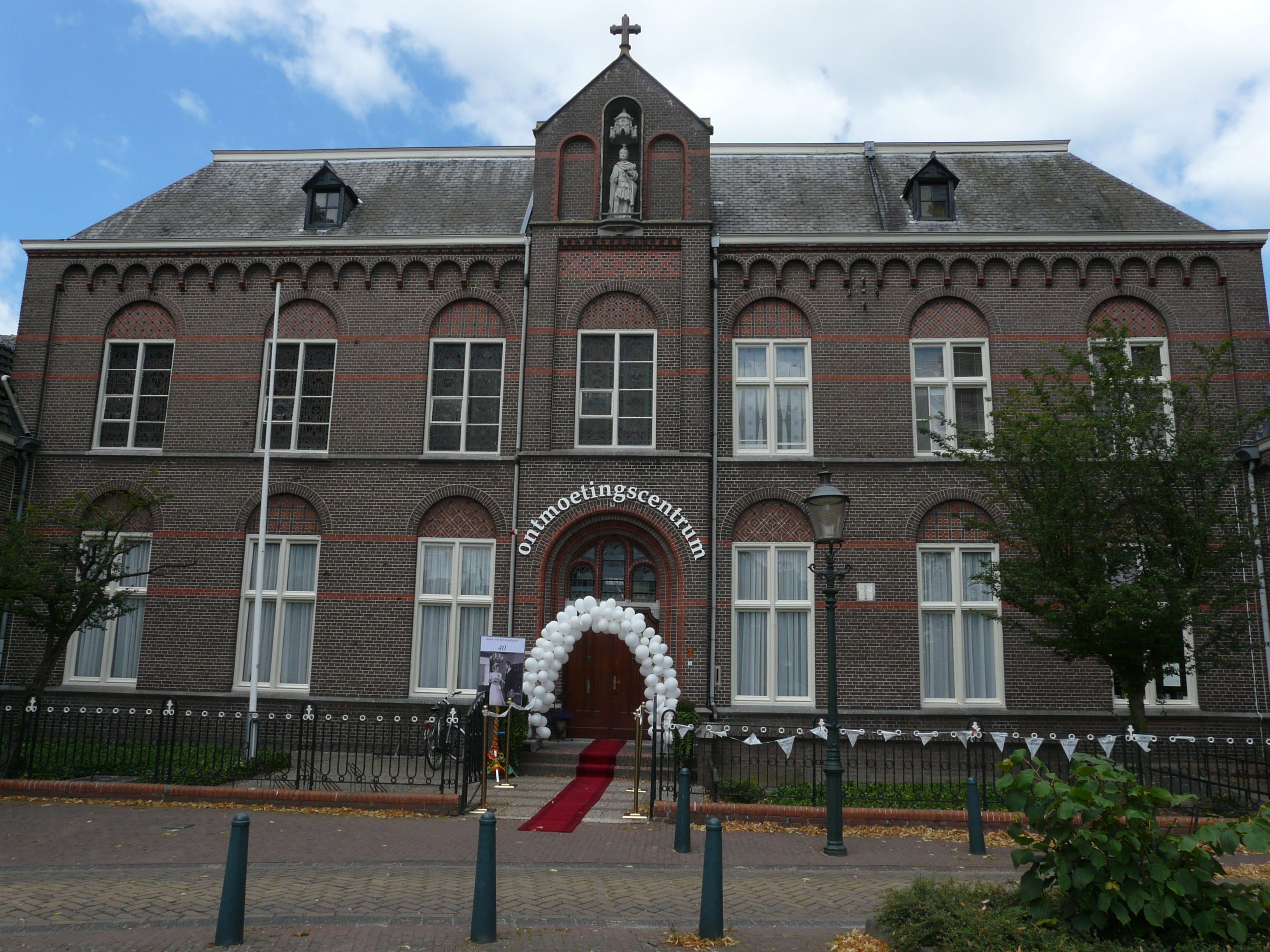